# Lucien Wollès
Pour les articles homonymes, voir Wollès.
Lucien Wollès, né à Schaerbeek en 1862 et décédé à Ixelles en 1939, est un peintre, dessinateur et lithographe belge. Il est le frère ainé du peintre Camille Wollès.

## Biographie
Il fut de 1873 à 1877 élève d'Antoine Van Hammée à l’Académie royale des beaux-arts de Bruxelles. James Ensor, Fernand Khnopff, Willy Finch, Léon Houyoux, Adolphe Crespin et Darío de Regoyos étaient ses compagnons d’étude. Il étudia aussi à l’Académie de Düsseldorf et dans l’atelier privé d'Ernest Blanc-Garin.
Il peignit et dessina essentiellement des portraits sagaces, souvent des personnalités bruxelloises ou belges comme Émile Verhaeren ou Henry Stacquet. Les portraits servaient aussi souvent pour des illustrations de livre. Son portrait de Willy Coppens honore le livre ‘Feuilles volantes’ écrit par Coppens même. Son style était plutôt réaliste. Wollès était membre du Cercle artistique et littéraire de Bruxelles.
Il habitait avant la Première Guerre mondiale à l’avenue Brugmann 199 à Bruxelles, puis plus tard à l’avenue Albert 266 à Uccle.

## Expositions

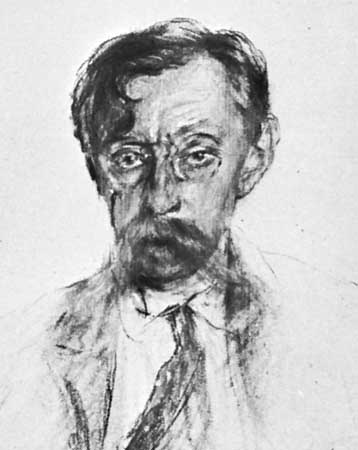
Émile Verhaeren par Lucien Wollès (ca 1900).

- 1907, Bruxelles, exposition Général des Beaux-Arts (portrait de Paul Janson (pastel), autoportrait (pastel))
- 1908, Bruxelles, salon de Printemps (portrait du peintre Ottevaere, portrait d’une petite fille, portrait d’enfant).

## Musée
- Bruxelles, Musées royaux des beaux-arts de Belgique (Portrait du père du peintre (1906), Autoportrait (1909)).

## Littérature
- Biographie nationale de Belgique, partie XXXII.
- Fin de Siècle. Dessins, pastels et estampes belges de 1885 à 1905 (catalogues des expositions), Bruxelles (Galerie CGER), 1991.
- Le dictionnaire des peintres belges du XIVe siècle à nos jours, Bruxelles, 1994.